# Grijskeelvliegenvanger
De grijskeelvliegenvanger (Fraseria griseigularis, synoniem: Myioparus griseigularis) is een zangvogel uit de familie Muscicapidae (vliegenvangers).

## Verspreiding en leefgebied
Deze soort telt 2 ondersoorten:
- F. g. parelii: van Liberia tot Ghana.
- F. g. griseigularis: van zuidoostelijk Nigeria en zuidelijk Kameroen tot westelijk Oeganda, noordwestelijk Tanzania, het zuidelijke deel van Centraal-Congo-Kinshasa en noordwestelijk Angola.